# Zelowan
Genre
Zelowan est un genre d'araignées aranéomorphes de la famille des Gnaphosidae.

## Distribution
Les espèces de ce genre se rencontrent en Afrique centrale.

## Liste des espèces
Selon World Spider Catalog (version 17.5, 15/11/2016) :
- Zelowan allegena Murphy & Russell-Smith, 2010
- Zelowan bulbiformis Murphy & Russell-Smith, 2010
- Zelowan cochleare Murphy & Russell-Smith, 2010
- Zelowan cordiformis Murphy & Russell-Smith, 2010
- Zelowan cuniculiformis Murphy & Russell-Smith, 2010
- Zelowan ensifer Murphy & Russell-Smith, 2010
- Zelowan etruricassis Murphy & Russell-Smith, 2010
- Zelowan falciformis Murphy & Russell-Smith, 2010
- Zelowan galea Murphy & Russell-Smith, 2010
- Zelowan larva Murphy & Russell-Smith, 2010
- Zelowan mammosa Murphy & Russell-Smith, 2010
- Zelowan nodivulva Murphy & Russell-Smith, 2010
- Zelowan pyriformis Murphy & Russell-Smith, 2010
- Zelowan remota Murphy & Russell-Smith, 2010
- Zelowan rostrata Murphy & Russell-Smith, 2010
- Zelowan rotundipalpis Murphy & Russell-Smith, 2010
- Zelowan similis Murphy & Russell-Smith, 2010
- Zelowan spiculiformis Murphy & Russell-Smith, 2010

## Publication originale
- Murphy & Russell-Smith, 2010 : Zelowan, a new genus of African zelotine ground spiders (Araneae: Gnaphosidae). Journal of Afrotropical zoology, vol. 6, p. 59-82.